# 大安海水浴場
大安海水浴場（英語：Daan Seaside Paradise），又名大安濱海樂園，是位於台灣台中市大安區的海水浴場，長期因大腸桿菌含量超標無法開放水域，主要使用沙灘舉辦觀光活動。

## 概況
大安濱海樂園佔地17頃，西臨台灣海峽，為既平且寬的黑色砂灘，外有天然沙丘為界，滿潮時有如一座天然內湖。結合海濱景觀與遊樂設施的遊憩中心，園內設有海洋教育館，建館面積近千坪，內含教育館、視聽館、文化館。並有空中滑水道、多座戶外淡水游泳池、清涼沖瀑池、親子戲水區、健康養生活水池、森林烤肉露營區、海濱渡假木屋、海鮮餐廳。另有一座親水跨海大橋。

## 沿革
- 1932年建立，後來因為第二次世界大戰之故，荒廢許久。
- 1961年，時任大安鄉長吳泉水倡議改建，並做為大安鄉的公共造產。改建除補齊應有設備外，也設餐廳服務遊客，採取發包方式租給民間經營[1]。
- 1981年，海水浴場遷建，改善及增加各種建築和設備等。之後政府為配合西部濱海公路遊憩系統之開發，將大安海水浴場擴建為濱海遊憩區，重新規劃多元化的渡假中心，成為西部濱海快速公路旅遊據點[1]。
- 2001年，爆發官員圖利業者相關案件。[3]。之後被檢出水中大腸桿菌及其他菌落數含量過高，水質問題遲遲無法改善，在台灣骯髒海域排行榜名列前茅[4]，致無廠商願意接手營運而於2006年11月關門[5]。
- 2006年，海水浴場關閉後無人管理，被公告為危險水域，但常有旅客與攤販前來[6]，更是中部衝浪人士熱愛的遊樂地點之一[7]。
- 2012年，臺中市政府衛生局再觀察檢測水質，仍於不合格狀態[8]。
- 2013年8月中，舉辦2013臺中藍帶海洋觀光季－大安歡暢音樂祭。12月14日舉辦變裝衝浪大賽暨風箏衝浪表演活動。[9]
- 2017年7月至8月，舉辦2017年大安沙雕音樂祭。

## 交通
台中市公車
站牌：大安濱海樂園
- 中台灣客運：658

站牌：北汕
- 豐原客運：172

## 周邊設施
- 大安媽祖文化園區
- 大安和安宮

## 外部連結
- 大安濱海旅客服務中心 （页面存档备份，存于）

24°22′50″N 120°35′16″E / 24.380666°N 120.58765°E